# Янагава Масакі
Масакі Янагава (яп. 柳川 雅樹, нар. 1 травня 1987, Префектура Хіого) — японський футболіст, захисник філіппінського клубу «Вольтес».
Виступав, зокрема, за клуб «Віссел» (Кобе), а також молодіжну збірну Японії.

## Клубна кар'єра
У дорослому футболі дебютував 2006 року виступами за команду клубу «Віссел» (Кобе), в якій провів чотири сезони, взявши участь у 42 матчах чемпіонату. 
Згодом з 2010 по 2014 рік грав у складі команд клубів «Ванфоре Кофу», «Віссел» (Кобе), «Зеспа Кусацу», «Тотігі» та «Гайнаре Тотторі».
2015 року вирішив продовжити кар'єру на Філіппінах, ставши гравцем клубу «Глобал». 2016 року перейшов до іншої місцевої команди, «Вольтес».

## Виступи за збірну
2007 року залучався до складу молодіжної збірної Японії. У її складі був учасником молодіжного чемпіонату світу 2007 року. На молодіжному рівні зіграв в одному офіційному матчі.